# アルフォンソ4世・デステ
アルフォンソ4世・デステ （Alfonso IV d'Este, 1634年 - 1662年7月16日）は、モデナ＝レッジョ公。

## 生涯
フランチェスコ1世・デステと最初の妃マリーア・カテリーナ・ファルネーゼの長子として生まれた。幼い頃より蒲柳の質で体が弱く、痛風と結核を患っていた。
1655年、マザラン枢機卿の姪ラウラ・マルティノッツィと結婚。3子をもうけた。
- フランチェスコ（1657年 - 1658年）、夭折
- マリーア・ベアトリーチェ（1658年 - 1718年）- 英語名メアリー・オブ・モデナ、イングランド王ジェームズ2世妃
- フランチェスコ2世（1660年 - 1694年）

1658年、公位を継承。翌1659年、フランス・スペイン戦争でフランス側についてコッレッジョを獲得した。
1662年、急死。2歳の息子フランチェスコが、ラウラの摂政のもとで即位した。